# Львов, Лев Михайлович
Лев Михайлович Львов (10 мая 1937 — 3 августа 1974, Москва) — полковник милиции, погибший при задержании преступника.

## Биография
Родился в 1937 году.
После окончания средней школы стал милиционером, пройдя все ступени от курсанта до полковника. В 1965 году имел звание капитана милиции. Позже работал начальником Черёмушкинского РУВД Москвы. 2 августа 1974 года полковник милиции Лев Михайлович Львов выехал на вызов, где вооружённый мужчина закрылся в квартире с ружьём и говорил, что убьёт любого, кто к нему приблизится. В перестрелке преступник был задержан, а Львов был смертельно ранен. Скончался на следующий день.
Посмертно награждён орденом Красного Знамени.

## Память

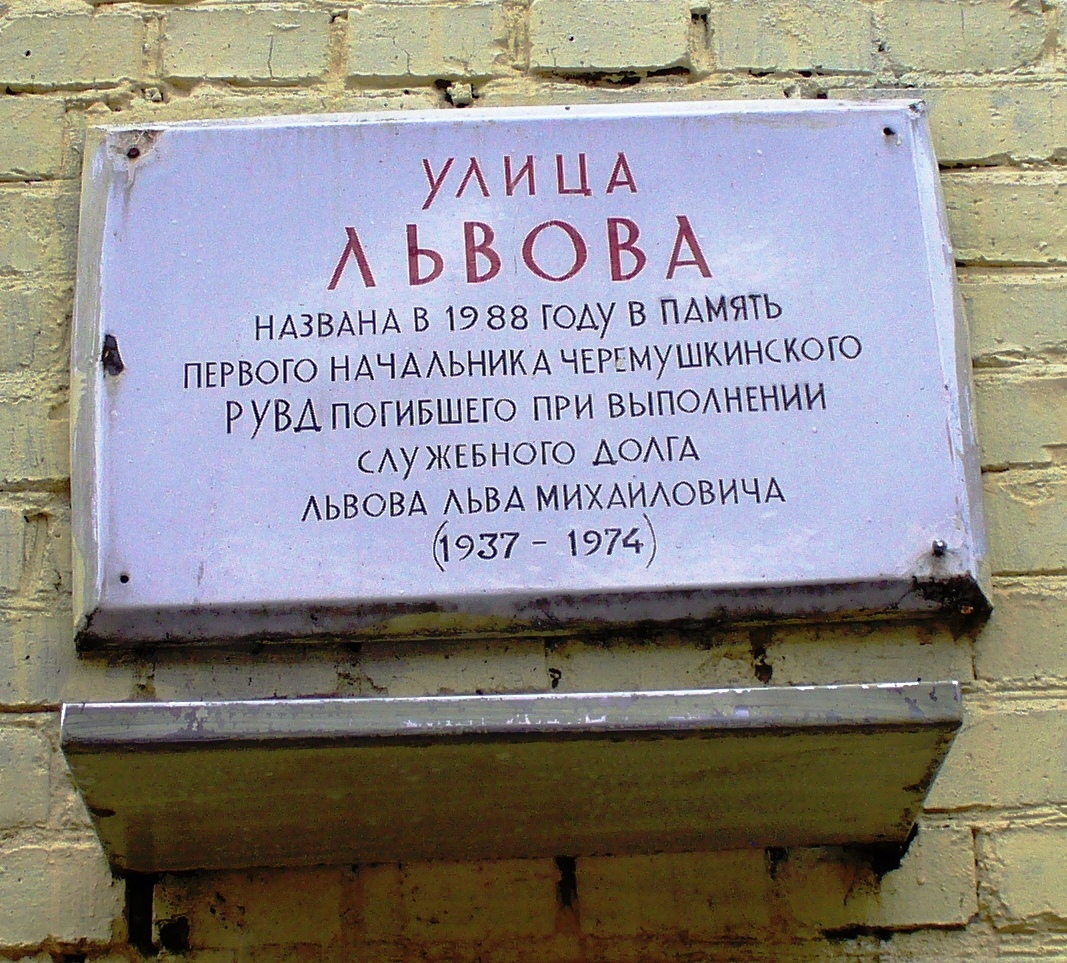
Памятная доска Льву Львову

- Имя милиционера по просьбе жителей Черёмушкинского района Москвы было присвоено безымянному переулку между ул. Кедрова и ул. Кржижановского[1].
- На одном из домов этой улицы установлена мемориальная доска, где написано: «Улица ЛЬВОВА названа в 1988 году в память первого начальника Черёмушкинского РУВД погибшего при выполнении служебного долга Львова Льва Михайловича (1937—1974)»[2].